# Marilyn Norry
Marilyn Norry (ur. 4 października 1957 w Peterborough w Ontario) – kanadyjska aktorka filmowa, telewizyjna i teatralna. Ma na swoim koncie udziały w takich produkcjach, jak Słowo na L, Lot 93 z Newark i Gwiezdne Wrota.

## Wybrana filmografia
- 2005: Egzorcyzmy Emily Rose jako Maria Rose
- 2007: Zły syn jako Frances Reynolds; film TV